# شركة المشروعات السياحية (السعودية)
شركة المشروعات السياحية ( شمس ) شركة مساهمة سعودية تأسست في الحادي والثلاثين من يونيو عام 1991 كشركه مساهمه محدوده وتحولت إلى شركه مساهمه عامه عام 1996 م، وأصبحت شركة عامة مدرجة في السوق المالية السعودية (تداول) منذ أكتوبر 1999. يتمثل نشاط الشركة في إقامة وإدارة المنتجعات والمنشأت السياحية، كما تساهم الشركة في شركة الجزيرة للسياحة في مملكة البحرين.

## نشاط الشركة
تهتم الشركة بنشاط المنتجعات السياحية داخل المملكة، كما أن الشركة تملك منتجع شاطئ النخيل والذي يقع على أجمل شواطئ المنطقة الشرقية في المملكة ( شاطئ نصف القمر ) ويقع على شاطئ طوله 1.300 متر ويحتوي على 261 شاليه متعددة الأحجام بما فيها العديد من المراكز الترفيهية والرياضية المناسبة للعائلة السعودية .

## أعضاء مجلس الإدارة
- رئيس مجلس الإدارة خالد بن عبد العزيز بن عبد الرحمن البواردي مستقل
- أعضاء مجلس الإدارة المهندس / عبدالله بن عمر السويلم نائب الرئيس - تنفيذي فهد بن عبدالله آل سميح مستقل رشيد بن سليمان الرشيد مستقل خالد بن منيف السور مستقل أحمد بن عبداللطيف البراك مستقل فيصل بن محمد الحربي مستقل
- كبار التنفيذيين المهندس / عبدالله بن عمر السويلم - العضو المنتدب الرئيس التنفيذي أحمد محمد سليمان المدير المالي